# Larissos
El Larissos (grec: Λάρισσος, grec antic: Λάρισσος o Λάρισος, llatí: Larissus o Larisus) és un riu del Peloponnès que neix al municipi d'Acaia Occidental i desemboca a la mar Jònica a la vila de Kalógria, dins el mateix terme municipal. Antigament feia frontera entre l'Acaia i l'Èlida.